# Kościół Narodzenia Najświętszej Maryi Panny w Nowym Secyminie
Kościół Narodzenia Najświętszej Maryi Panny w Nowym Secyminie – wzniesiona w 1923 zabytkowa świątynia w Nowym Secyminie (niem. Deutsch Secymin) z 1923, pierwotnie protestancka, od 1945 katolicka.

## Historia
Obiekt został wzniesiony w 1923. Źródła podają sprzeczne informacje co do pierwotnej przynależności wyznaniowej świątyni. Część z nich twierdzi, że był to kościół mennonicki, inne, że był to kościół luterański. Możliwe, że oba warianty są prawdziwe: ponieważ od 1849 mennonici podlegali administracji konsystorza ewangelicko-ausgburskiego w Warszawie, wierni w Secyminie mogli być z pochodzenia mennonitami, z których przynajmniej część stała się wyznawcami luteranizmu.

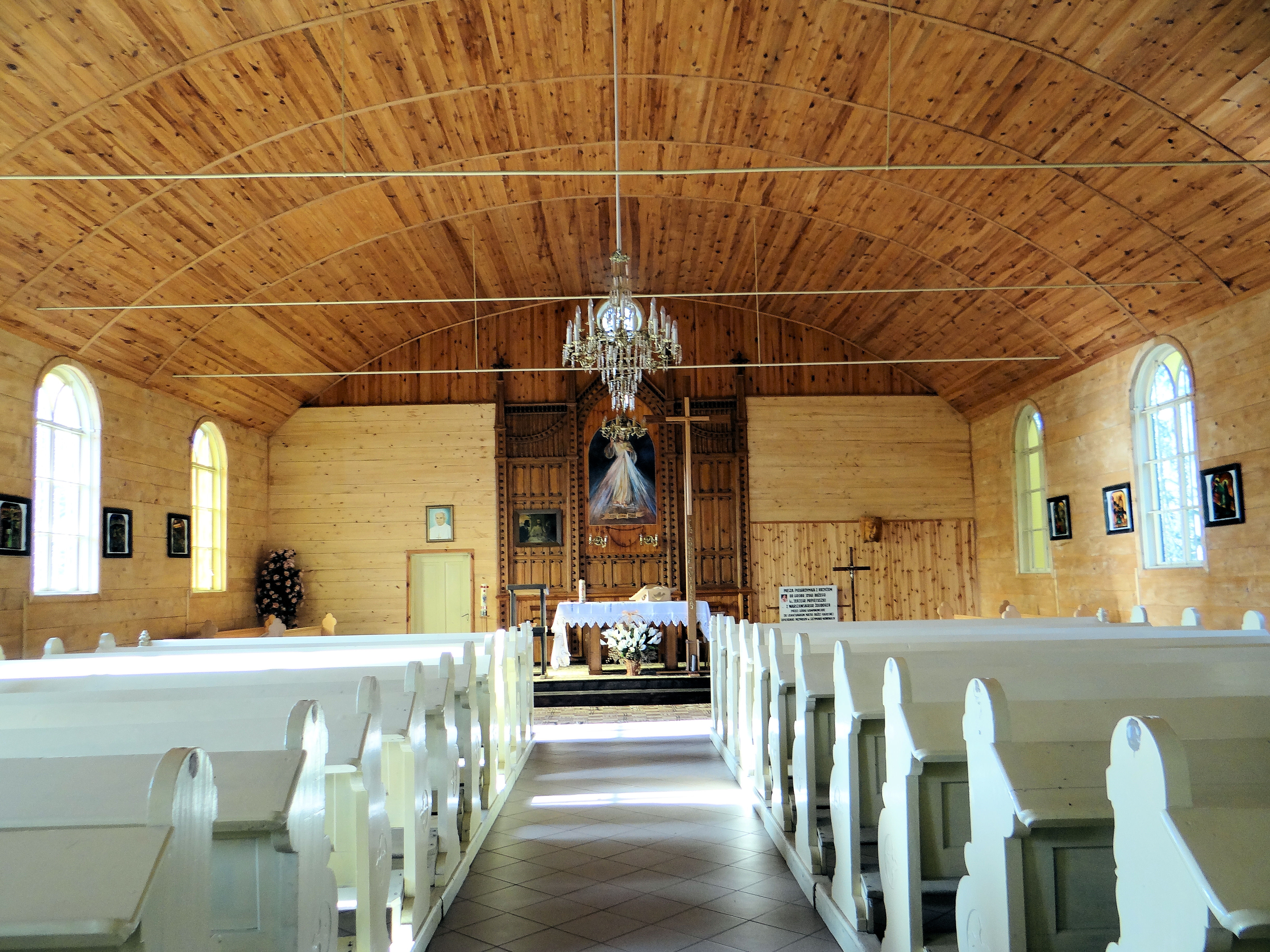
Wnętrze kościoła

Świątynia służyła protestantom do końca II wojny światowej. We wrześniu 1945 kościół został przejęty na potrzeby kultu katolickiego.
Z kościołem w Secyminie związany jest cmentarz protestancki, o którym czytamy: „Przy głównej drodze przebiegającej przez Secymin Nowy, za sanktuarium MB Leśnej znajduje się najlepiej zachowany cmentarz mennonicki. Kilkanaście ponad dwumetrowych krzyży dzielnie strzeże pamięci po olędrach. Najstarsze pochodzą z 2 połowy XIX wieku. Co ciekawe – nagrobki mają napisy z dwóch stron i bardzo charakterystyczne dekoracje w postaci obramień tablic z „wałków”. Kilka krzyży stoi na cmentarnym wzgórzu, nieopodal w gąszczu krzaków zagubiły się dwa zardzewiałe żelazne nagrobki. Oprócz nich mennonitów wspominają tablice z literami porośniętymi mchem.”

## Opis
Według opisu zamieszczonego na witrynie gminy Leoncin jest to obiekt „Jednoprzestrzenny, konstrukcji słupowo-ryglowej, z węgłami łączonymi w rybi ogon, ozdobnie oszalowany deskami. Dach dwuspadowy, krokwiowy, kryty blachą. Od wschodu wieżyczka dzwonnicy z dachem sześciopołaciowym, krytym gontem. Nad frontowymi drzwiami wejściowymi daszek snycerskiej roboty z bogato wycinanymi detalami.
Obiekt zbudowany został na planie prostokąta, od zachodu dostawiona zakrystia przykryta dachem trzyspadowym, od wschodu we wnętrzu wydzielona kruchta pomieszczeniami, nad którymi umieszczono schody wejściowe prowadzące na chór muzyczny, wsparty częściowo na ośmiobocznym słupach, częściowo na ścianach wydzielających kruchtę. Wnętrze kościoła przykryte jest pozorną kolebką. Wyposażenie pochodzi z czasu wybudowania kaplicy.”